# Chou Wen-chung
Chou Wen-chung (født 28. juli 1923 i Yantai, Kina, død 25. oktober 2019 i New York City, New York, USA) var en kinesisk/amerikansk komponist, rektor og violinist.
Wen-Chung kom til USA i (1946), hvor han studerede komposition på New England Musikkonservatorium hos bl.a. Sergej Slonimskij og senere i New York hos Edgar Varese og Otto Luening. Han har skrevet symfoniske digtninge, orkesterværker, kammermusik, koncertmusik, sange, strygerkvartetter, etc. Wen-chung var rektor og lærer på bl.a. School of the Arts og Fritz Reiner Center for Contemporary Music og på Columbia Universitet.

## Udvalgte værker
- Landskaber (1949) - for orkester
- Piletræer er nye (1957) - for orkester
- Cellokoncert (1991) - for cello og orkester
- Strøminger (2004) - strygekvartet